# 懷盧阿 (夏威夷州考艾縣)
懷盧阿（意指「兩個水域」）是位於美國夏威夷州可愛縣的一個人口普查指定地區。

## 地理
懷盧阿的座標為22°03′31″N 159°20′30″W / 22.05861°N 159.34167°W，而該地最高點為海拔高度6米（即20英尺）。

## 人口
根據2010年美國人口普查的數據，懷盧阿的面積為4.61平方千米，當中陸地面積為3.81平方千米，而水域面積為0.80平方千米。當地共有人口2254人，而人口密度為每平方千米488.94人。